# Nachal Zavit
Nachal Zavit (hebrejsky נחל זבית‎) je vádí v Horní Galileji, v severním Izraeli.
Začíná v nadmořské výšce téměř 600 metrů, v mírně zvlněné krajině na jihozápadním okraji města Fasuta. Směřuje pak postupně se zahlubujícím zalesněným údolím k jihojihozápadu, přičemž z východu míjí vesnici Abirim. Pak ústí zprava do vádí Nachal Kziv nedaleko severního okraje města Ma'alot-Taršicha.